# Пархоменко, Егор Анатольевич
Егор Анатольевич Пархоменко (бел. Ягор Анатолевіч Пархоменка; род. 7 января 2003, Гродно) — белорусский футболист, защитник гродненского «Немана» и национальной сборной Беларуси.

## Карьера

### «Неман» Гродно

#### Начало карьеры
Воспитанник футбольной академии гродненского «Немана». В 2017 году отправился на обучение в РУОР, откуда, после выпуска в 2020 году, вернулся назад в «Неман». Футболист сразу же отправился выступать за дублирующий состав. В декабре 2020 года заключил с клубом контракт до конца 2023 года. В начале 2021 года футболист стал подтягиваться к играм с основной командой. Дебютировал за клуб 3 июля 2021 года в матче против жодинского «Торпедо-БелАЗ», выйдя на замену на 88 минуте. Больше футболист на поле за основную команду в первом круге сезона так и не вышел.

#### Аренда в «Лиду»
В конце июля 2021 года футболист на правах арендного соглашения отправился в «Лиду» до конца сезона. Дебютировал за клуб 31 июля 2021 года в матче против петриковского «Шахтёра», выйдя на поле в стартовом составе. На протяжении всего сезона футболист был в клубе одним из ключевых игроков, став ключевым защитником, однако результативными действиями так и не отличился. По итогу сезона футболист вместе с клубом завершил чемпионат на итоговом предпоследнем месте. В декабре 2021 года по окончании срока действия арендного соглашения футболист покинул лидский клуб.

#### Сезон 2023
В сезоне 2022 года футболист весь год провёл на скамейке запасных, выступая лишь за дублирующий состав. Следующий сезон начал 5 марта 2023 года с матча Кубка Беларуси против «Витебска». Первый матч в чемпионате сыграл 2 апреля 2023 года против солигорского «Шахтёра». По итогу полуфинальных матчей Кубка Беларуси проиграл борисовскому БАТЭ и выбыл из розыгрыша турнира. В июле 2023 года футболист вместе с клубом отправился на квалификационные матчи Лиги конференций УЕФА. Первый матч в рамках еврокубкового турнира сыграл 13 июля 2023 года против лихтенштейнского клуба «Вадуц». Во втором квалификационном раунде по итогу матчей одержал победу над мальтийским клубом «Бальцан» и вышел в следующий этап. В рамках третьего квалификационного раунда футболист вместе с клубом уступил словенскому клубу «Целе» и закончил своё выступление в рамках  еврокубкового турнира. По итогу сезона футболист вместе с гродненским клубом стал серебряным призёром чемпионата.

#### Сезон 2024
В январе 2024 года футболист продлил контракт с гродненским клубом ещё на сезон. Новый сезон за клуб футболист начал 3 марта 2024 года с четвертьфинального матча Кубка Беларуси против «Минска», отличившись тажке первым в сезоне забитым голом. Первый матч в чемпионате футболист сыграл 16 марта 2024 года против новополоцкого «Нафтана», выйдя на поле в стартовом составе.
Перед стартом сезона-2025 продлил контракт с «Неманом» на 2 года.

## Международная карьера
В марте 2023 года футболист получил вызов в молодёжную сборную Беларуси. Дебютировал за сборную 15 июня 2023 года в товарищеском матче против России.
В августе 2023 года футболист попал в расширенный список игроков, получивших вызов в национальную сборную Беларуси. Вскоре футболист попал в окончательный список игроков на квалификационные матчи чемпионата Европы 2024 года. Дебютировал за сборную 18 ноября 2023 года в матче против сборной Андорры, выйдя на поле в стартовом составе.

## Достижения
«Неман» Гродно
- Обладатель Кубка Беларуси (2): 2023/24, 2024/25